# René Schiltz
Gustave René Schiltz (* 29. Januar 1894 in Paris; † 24. Januar 1960 ebenda) war ein französischer Autorennfahrer. 

## Karriere als Rennfahrer
René Schiltz war 1927 als Werksfahrer von Th. Schneider bei zwei 24-Stunden-Rennen am Start. Sowohl beim 24-Stunden-Rennen von Le Mans, als auch beim 24-Stunden-Rennen von Paris war Jacques Chantrel der Teampartner von René Schiltz. Beide Teilnahmen gingen mit Ausfällen zu Ende.

## Statistik

### Le-Mans-Ergebnisse
| Jahr | Team                         | Fahrzeug                    | Teamkollege      | Platzierung | Ausfallgrund |
| ---- | ---------------------------- | --------------------------- | ---------------- | ----------- | ------------ |
| 1927 | Automobiles Th. Schneider SA | Théo Schneider 25SP Le Mans | Jacques Chantrel | Ausfall     | Unfall       |